# Apostolska nunciatura na Saint Vincentu in Grenadinah
Apostolska nunciatura na Saint Vincentu in Grenadinah je diplomatsko prestavništvo (veleposlaništvo) Svetega sedeža v Saint Vincentu in Grenadinah.
Trenutni apostolski nuncij je Nicolas Girasoli.

## Seznam apostolskih nuncijev
- Eugenio Sbarbaro (7. februar 1991 - 26. april 2000)
- Emil Paul Tscherrig (8. julij 2000 - 22. maj 2004)
- Thomas Edward Gullickson (2. oktober 2004 - 21. maj 2011)
- Nicolas Girasoli (29. oktober 2011 - danes)